# حجر بن الحارث
حجر بن الحارث الحَرِّاب بن عمرو المقصور بن حجر آكل المرار بن عمرو بن معاوية الكندي (نحو 470م - 535م) أحد ملوك كندة. في عهد والده الملك الحارث، ولاه أبيه ملكاً على بني أسد بن خزيمة وكنانة، وفي ذلك قال محمد بن حبيب البغدادي: «كان الحارث فرق ولده في معد فملَّك حُجرا على بنى أسد بن خزيمة. وملّك شرحبيل على تميم والرباب. وملك سلمة على بكر وتغلب. وملك معدي كرب - وهو غلفاء - على قيس وكنانة».
وذكرت المصادر السريانية أن الحارث بن عمرو الكندي قد أرسل جيشاً بقيادة ابنه حجر لغزو فلسطين في عام 497م، ولكن رومانوس (الحاكم الرومي في فلسطين) هزم حجراً. وفي عام 501م جهز حملة ثانية جعل قيادتها لابنه الثاني "معدكرب" الذي احرز نصراً جعل البيزنطيين يعقدون صلحاً معه في عهد الامبراطور أناستاسيوس الأول لتأمين المدن السورية، ويصف المؤرخ "ثيوفانس" حملة معد كرب بأنه انقض كالريح على هذه المواضع وابتعد بسرعة بالغنائم، حتى أن القائد رومانوس تعقبهم ولم يستطيع اللحاق بهم.
بعد وفاة الحارث أو مقتله، انتقلت مقاليد إدارة الدولة إلى ابنه حجر، بمساندة إخوته الآخرين على باقي المقاطعات. وكانت الظروف المعاصرة والمحيطة به غير مواتية، ففي عام 530م، سقطت رسمياً مملكة سبأ، حليف كندة، على يد أكسوم بعد حروب دامة ستة أعوام، بالإضافة إلى الضغوط الموجهة إلى اللخميين من الفرس لتقويض الحكم الكندي، وعدواة حجر للملك للمنذر بن ماء السماء (زوج أخته هند بنت الحارث) الذي كان وراء مقتل والده الحارث؛ هذا من الجانب الخارجي.
أما داخليًا فوضعه لم يختلف كثيرًا عنه خارجيًا، فقد استغل عدد من القبائل وفاة الملك الحارث وأظهرت عصيانها وتمردها، بل ثورتها ضد عائلة آل آكل المرار. ولعل أبرز هذه القبائل قبيلة (بني أسد)، وهي إحدى القبائل التي كان يحكمها حجر في حياة والده الحارث، فرفضت دفع الإتاوة السنوية. وهذه الأحداث الداخلية التي لا يستبعد أن يكون للمناذرة دورٌ فيها، دفعت حجر بن الحارث إلى مهاجمة اللخميين، ليس فقط رغبة منه في الثأر لمقتل والده، أو استرجاع نفوذ كندة في المناطق الشمالية، بل لإيجاد عدو خارجي يسمح بعودة وحدة الصف الداخلية، إلا أن الظروف وإمكانات دولة كندة - آنذاك - لم تساعد حجرًا على تحقيق رغبته وحلمه على الأقل بالوحدة الداخلية. كما أن القدر لم يمهله، فقُتل بعد فترة من توليه الحكم، وهو في خضم هذه الأحداث الجسام. وقد تعددت روايات مقتله التي اتفقت في شيء واحد فقط وهو أن قاتله كان من قبيلة بني أسد، وهي إشارة واضحة إلى كراهيتهم الشديدة لحجر، وتعبير عن عدم قبولهم به حاكمًا عليهم، لكنهم قبلوا به على مضض في حياة والده، قال محمد بن حبيب البغدادي: «فلما مات الحارث، ضبط كل رجل من بنيه ملكه فاشتد ملكهم. فأما بنو أسد، فقتلوا ملكهم حجرا أبا امرئ القيس الشاعر. ووثب شرحبيل وسلمة فاحتربا، فقُتل شرحبيل، قتله أبو حنش عُصم بن النعمان التغلبي وكان مع سلمة بن الحارث. وضرب سلمة بن الحارث الفالجُ فهلك. وأصاب معدي كرب بن الحارث الوسواس على أخيه شرحبيل، فخرج يهيم على وجهه فمات. وانخرق ملك كندة».
صاهر حجر بن الحارث ابن عمه يزيد بن كبشة وتزوج ابنته زينب بن يزيد، فولدت له الشاعر امرؤ القيس بن حجر، وفي ذلك قال ابن الكلبي:«فولد حجر بن الحارث: امرأ القيس الشاعر؛ أمه: زينب بنت يزيد بن أمرىء القيس بن عمرو المقصور»، وفي أواخر حياة حجر بن الحارث تزوج فاطمة بنت ربيعة التغلبية أخت عدي بن ربيعة، فأولدت له ابنته هند، وفي ذلك قال اليعقوبي: «كانت عنده فاطمة بنت ربيعة أخت كليب ومهلهل، فولدت له هندا، فلما خاف على نفسه حملها، فاجتمعت بنو أسد على قتله، فقتلوه، و ادعى قبائل من بني أسد قتل حجر، و كان القائم بأمر بني أسد علباء بن الحارث أحد بني ثعلبة . و كان امرؤ القيس بن حجر غائبا، فلما بلغه مقتل أبيه جمع جمعا».

## مقتله على يد بني أسد في يوم حجر
اجتمعت بنو أسد إلى "نوفل بن ربيعة"، فهجموا على "حجر" ومن معه، فانهزم جيشه وأسر "حجر"وتشاور القوم في قتله، فقال لهم كاهنهم: لا تعجلوا بقتله حتى أزجر لكم، فلما رأى ذلك "علباء" خشي أن يتواكلوا في قتله، فحرض غلامًا من بني كاهل على قتله، وكان حجر قد قتل أباه، فدخل بيت الشعر الذي احتبس حجر فيه بها فطعنه طعنة أصابت مقتلً ، وفي رواية أخرى، أن بني أسد هجموا على عسكر حجر ودخلوا قبته، فطعنه علباء بن الحرث الكاهلي، فلما قتل، استصلحت أسد كنانة وقيسًا، ونهبوا ما كان في عسكر حجر وسلبوه ، وبذلك تخلصت بنو أسد من حكم كندة